# АСО Шлеф
АСО Шлеф (фр. Association Sportive Olympique de Chlef, араб. جمعية أولمبي الشلف‎) — алжирский футбольный клуб из города Эш-Шелифф, основан в 1947 году. Клубные цвета — красный и белый.

## История
Клуб был создан в 1947 году под названием Groupement Sportif Orléansville (GSO). В первом своём сезоне он занял 2-е место в третьем дивизионе Алжира, несмотря на финансовые проблемы, и вышел во Второй. Этот клуб в ближайшие 2 сезона добрался до Премьер лиги и играл там до 1954 года, до того момента, когда в городе Эш-Шелифф, где клуб находился, произошло землетрясение. На следующий год попытки возродить клуб не оправдались из-за того, что основатели и первые лица клуба были убиты и отправлены в тюрьмы за участие в освободительных движениях Алжира.
Возродился клуб в 1962 году после обретения независимости Алжира под современным названием АСО (Asnam Sportive Olympique), хотя в сезонах 78-79 годов и с 79-го по 81 год имел названия ASTO и DNC Asnam соответственно. Причиной смены названий было проведение спортивных реформ Алжира, после которых клубы 1-го дивизиона отдавались предприятиям; первым у АСО Шлеф была строительная компания DNC, и это всё было в силе до 1989 года.
В 1980 году снова происходит землетрясение, из-за которого клуб вынужден был приостановить участие до сезона 81-82 годов.

## Достижения
Чемпионат Алжира:
- Чемпион — 2010/11
- 2 место — 2007/08

Кубок Алжира:
- Победитель — 2005, 2023